# Mistrovství světa v alpském lyžování 2005
38. Mistrovství světa v alpském lyžování 2005 se konalo v italském městě Bormio
od 28. ledna do 13. února.

## Medailisté

### Muži
| Soutěž              | Zlato          | Stříbro             | Bronz              |
| Sjezd detaily       | Bode Miller    | Daron Rahlves       | Michael Walchhofer |
| Slalom detaily      | Benjamin Raich | Rainer Schoenfelder | Giorgio Rocca      |
| Obří slalom detaily | Hermann Maier  | Benjamin Raich      | Daron Rahlves      |
| Super-G detaily     | Bode Miller    | Michael Walchhofer  | Benjamin Raich     |
| Kombinace detaily   | Benjamin Raich | Aksel Lund Svindal  | Giorgio Rocca      |

### Ženy
| Soutěž              | Zlato              | Stříbro             | Bronz             |
| Sjezd detaily       | Janica Kostelićová | Elena Fanchini      | Renate Götschlová |
| Slalom detaily      | Janica Kostelićová | Tanja Poutiainenová | Šárka Záhrobská   |
| Obří slalom detaily | Anja Pärsonová     | Tanja Poutiainenová | Julia Mancusová   |
| Super-G detaily     | Anja Pärsonová     | Lucia Recchia       | Julia Mancusová   |
| Kombinace detaily   | Janica Kostelićová | Anja Pärsonová      | Marlies Schildová |

### Družstva
| Soutěž                  | Zlato | Stříbro | Bronz |
| Soutěž družstev detaily | Německo Monika Bergmann-Schmuderer Martina Ertl Hilde Gergová Florian Eckert Andreas Ertl Felix Neureuther | Rakousko Renate Götschlová Nicole Hospová Kathrin Zettelová Benjamin Raich Rainer Schönfelder Michael Walchhofer | Francie Ingrid Jacquemod Carole Montilletová Christel Pascal Laure Pequegnot Pierrick Bourgeat Jean-Pierre Vidal |

## Přehled medailí
| Pořadí         | Stát           | Zlato | Stříbro | Bronz | Celkově |
| 1              | Rakousko       | 3     | 3       | 4     | 10      |
| 2              | Chorvatsko     | 3     | -       | -     | 3       |
| 3              | USA            | 2     | 1       | 3     | 6       |
| 4              | Švédsko        | 2     | 1       | -     | 3       |
| 5              | Itálie         | -     | 2       | 2     | 4       |
| 6              | Finsko         | -     | 2       | -     | 2       |
| 7              | Norsko         | -     | 1       | -     | 1       |
| 8              | Česko          | -     | -       | 1     | 1       |
| Medailové sady | Medailové sady | 10    | 10      | 10    | 30      |